# Бабич, Василий Михайлович
Васи́лий Миха́йлович Ба́бич (13 июня 1930 года, Ленинград) — советский и российский физик и математик, лауреат премии имени В. А. Фока (1999 год).

## Биография
Родился 13 июня 1930 года в Ленинграде.
В 1952 году окончил математико-механический факультет Ленинградского государственного университета им. А. А. Жданова, после поступил в заочную аспирантуру, работая по распределению в в/ч 12659.
В 1954 году защитил кандидатскую диссертацию на тему «О задаче Коши для уравнений движения неоднородной упругой среды» и работал ассистентом кафедры высшей математики и математической физики физического факультета ЛГУ, в 1956 году в звании доцента начал преподавать на созданной на математико-механическом факультете ЛГУ кафедре математической физики.
В 1964 году защитил докторскую диссертацию на тему «Геометро-оптические методы в теории нестационарных волн и фундаментальные решения гиперболических уравнений».
В 1965 году присвоено учёное звание профессора.
С 1967 года по настоящее время — главный научный сотрудник, заведующий лабораторией математических проблем геофизики Санкт-Петербургского отделения Математического института имени В. А. Стеклова РАН.
В 2000-х годах в должности профессора преподавал на кафедре высшей математики и математической физики физического факультета СПбГУ. Затем по совместительству вновь работал в должности профессора кафедры математической физики математико-механического факультета СПбГУ.

### Научная и общественная деятельность
Научные интересы лежат в области теории дифракции и распространения волн.
Читает как общие, так и специальные курсы для студентов математико-механического и физического факультетов СПбГУ.
Под его руководством защищено 30 кандидатских и 5 докторских диссертаций.
Автор более 150 научных статей и 6 монографий, член редколлегий ряда журналов.
Член редакционного совета журнала «Алгебра и анализ».

## Семья
Сын Михаил, доктор физико-математических наук, ведущий научный сотрудник лаборатории математических проблем физики ПОМИ РАН, по совместительству профессор кафедры высшей математики и математической физики физического факультета СПбГУ.

## Награды
- Государственная премия СССР (в составе группы, за 1982 год) — за цикл работ «Разработка асимптоматических методов теории распространения сейсмических волн и применение этих методов к расчёту динамических полей в геофизике» (1950—1980); совместно с А. С. Алексеевым, В. С. Булдыревым, Г. И. Петрашенем, П. В. Крауклисом, Л. А. Молотковым, И. А. Молотковым, Т. Б. Яновской)[1]
- Премия имени В. А. Фока (1999) — за цикл работ по асимптотическим методам теории дифракции
- Медаль «Санкт-Петербургский государственный университет» (2006)
- Заслуженный деятель науки Российской Федерации (2010)
- Премия «Жизнь, посвященная математике» (2014)
- Почётный член Санкт-Петербургского математического общества.